# Schizotheca divisa
Schizotheca divisa är en mossdjursart som först beskrevs av Norman 1864.  Schizotheca divisa ingår i släktet Schizotheca och familjen Phidoloporidae. Inga underarter finns listade i Catalogue of Life.